# Meerschap Paterswolde
Het Meerschap Paterwolde is een samenwerkingsverband van de gemeenten Groningen en Tynaarlo en tot 1 januari 2019 de voormalige gemeente Haren. Het Meerschap is belast met het beheer van het gebied rond het Paterswoldsemeer.

## Werkgebied en bevoegdheden
Het Meerschap beheert het Paterswoldse meer, het Hoornsemeer, de Hoornseplas en de omliggende recreatie- en natuurgebieden.
De bevoegdheden van het Meerschap zijn vastgelegd in de Wet gemeenschappelijke regelingen. Hierin staat dat gemeenten of provincies bevoegdheden kunnen overdragen aan een samenwerkingsverband (de Gemeenschappelijke Regeling). In dit geval gaat het om taken op het gebied van recreatie, natuurbescherming en landschapsverzorging.

## Taken
Het Meerschap is belast met de volgende taken:
- instandhouding en verbetering van het natuur- en landschapsschoon
- het onderhoud en de exploitatie van inrichtingen en eigendommen
- het vaststellen van verordeningen aangaande recreatie, natuurbescherming of landschapsverzorging
- advisering over bouw- en bestemmingsplannen